# پیش‌انجامه‌ریختان
پیش‌انجامه‌ریختان (نام علمی: Procolophonomorpha) نام یک راسته از خزنده‌چهرگان است.